# Kolbenfaden

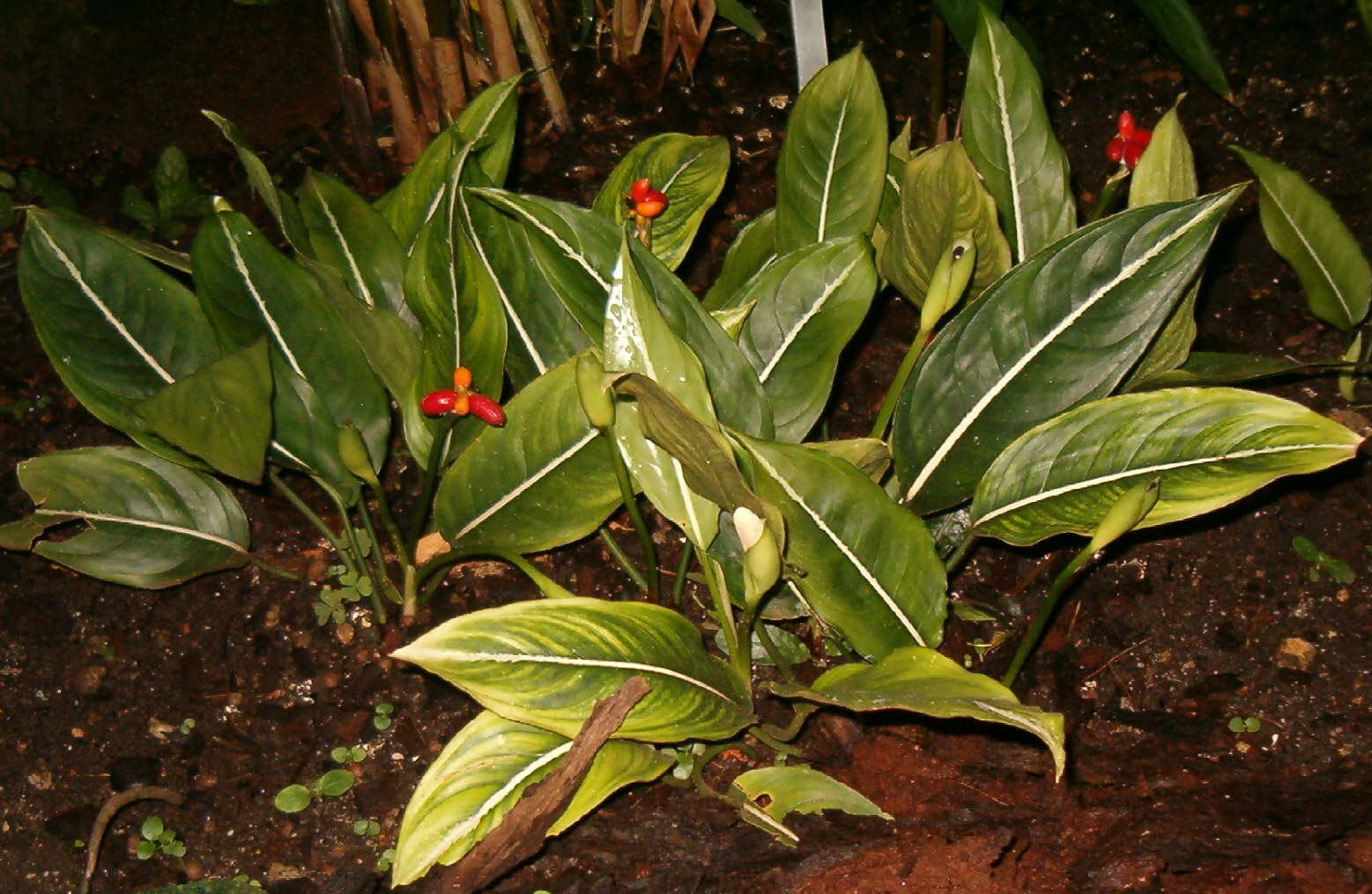
Habitus, Blätter, Blütenstände und Früchte von Aglaonema costatum

Die Kolbenfaden (Aglaonema) sind eine tropische Pflanzengattung aus der Familie der Aronstabgewächse (Araceae). Der botanische Gattungsname bezieht sich auf die glänzenden Staubfäden und leitet sich von den griechischen Wörtern agláos für herrlich und néma für Faden ab. Sorten dieser Gattung sind als Zimmerpflanzen sehr beliebt, da sie auch an schattigen Standorten gedeihen und ihre Blätter schön gezeichnet sind.

## Verbreitung und Nutzung
Aglaonema-Arten sind in den tropischen Wäldern Südostasiens (Philippinen, Malaysia, Indonesien, Süd-China bis Thailand) verbreitet.
Als Zierpflanze für Parks und Gärten wird sie in tropischen Ländern verwendet. In frostgefährdeten Gebieten gedeiht sie nur als Zimmerpflanze in beheizten Räumen. Sie sind auch sehr gut für Hydrokultur geeignet.

## Beschreibung

### Habitus und Blätter
Aglaonema-Arten sind immergrüne, ausdauernde krautige Pflanzen.
Die meisten Arten wachsen mit aufrechten, wenige Arten auch mit flach kriechenden Sprossachsen. Die Pflanzen erreichen Wuchshöhen zwischen 40 cm und 120 cm.
Die spiralig angeordneten, einfachen, ovalen bis lanzettlichen Laubblätter besitzen meist lange Blattstiele. Die charakteristische Musterung der bis zu 30 cm langen Blätter macht Aglaonema-Arten und -Sorten zu einer beliebten Blattschmuckpflanze. Je nach Art und Sorte finden sich unterschiedliche Tupfen und Marmorierungen in weiß-silbrig bis hellgrün auf kräftig grünem Grund.

### Blütenstand und Frucht
Sie sind einhäusig getrenntgeschlechtig (monözisch).
Die relativ unscheinbaren Blütenstände bestehen aus Blütenstandschaft, Kolben und Spatha. Der Blütenstandschaft ist kürzer als die Blattstiele. Der blassweiße Kolben (Spadix) erscheint in einem cremeweißen bis grünen Hochblatt (Spatha), die typische Form der Blütenstände bei den Aronstabgewächsen. Am Kolben gibt es einen weiblichen, sterilen und männlichen Abschnitt mit jeweils eingeschlechtigen Blüten. Es werden rote oder orange, einsamige Beerenfrüchte gebildet.

## Giftigkeit
Alle Pflanzenteile sind giftig. Der Pflanzensaft kann zu Hautreizungen führen.

## Systematik
Es gibt etwa 23 Aglaonema-Arten und zahlreiche Varietäten und Formen:
| Wissenschaftlicher Name                          | Verbreitung                                                                         | Anmerkungen                     |
| ------------------------------------------------ | ----------------------------------------------------------------------------------- | ------------------------------- |
| Aglaonema brevispathum (Engl.) Engl.             | Vietnam, Laos, Kambodscha, Thailand, Myanmar                                        | 2 Formen                        |
| Aglaonema chermsiriwattanae D.Sookchaloem        | südliches Thailand                                                                  |                                 |
| Aglaonema cochinchinense Engl.                   | südliches Thailand, Kambodscha, südliches Vietnam, Malaysia                         |                                 |
| Aglaonema commutatum Schott                      | Philippinen, NO-Sulawesi                                                            | 4 Varietäten                    |
| Aglaonema cordifolium Engl.                      | Philippinen (südliches Mindanao)                                                    |                                 |
| Aglaonema costatum N.E.Br.                       | Vietnam, Laos, Kambodscha, Thailand, West-Malaysia (Langkawi)                       | 4 Formen                        |
| Aglaonema densinervium Engl.                     | Philippinen, NO-Sulawesi                                                            |                                 |
| Aglaonema flemingianum A.Hay                     | West-Malaysia                                                                       |                                 |
| Aglaonema hookerianum Schott                     | NO-Indien (Darjiling, Assam), Bangladesch, West-Myanmar                             |                                 |
| Aglaonema marantifolium Blume                    | Molukken, Neuguinea                                                                 |                                 |
| Aglaonema modestum Schott ex Engl.               | SO-Bangladesch, Süd-China (Yunnan bis Guangdong), Nord-Thailand, Nord-Laos, Vietnam |                                 |
| Aglaonema nebulosum N.E.Br.                      | südliche Malaiische Halbinsel, Borneo, Inseln an der NO-Küste von Sumatra           | 2 Formen                        |
| Aglaonema nitidum (Jack) Kunth                   | Süd-Myanmar, Süd-Thailand, Vietnam, Malaya, Sumatra, Java, Borneo                   | 2 Varietäten                    |
| Aglaonema ovatum Engl.                           | Vietnam, Laos, Thailand                                                             | 2 Formen                        |
| Aglaonema philippinense Engl.                    | Philippinen, Sulawesi                                                               | 2 Varietäten                    |
| Aglaonema pictum (Roxb.) Kunth                   | Sumatra, Nias                                                                       |                                 |
| Aglaonema pumilum Hook.f.                        | Süd-Myanmar, Süd-Thailand                                                           |                                 |
| Aglaonema robeleynii (Van Geert) Pitcher & Manda | Philippinen (Luzon)                                                                 |                                 |
| Aglaonema rotundum N.E.Br.                       | Nord-Sumatra (Medan)                                                                |                                 |
| Aglaonema simplex (Blume) Blume                  | Süd-Myanmar, Yunnan und Nikobaren bis Philippinen und westliche Molukken            |                                 |
| Aglaonema tenuipes Engl.                         | Süd-China (Yunnan), Vietnam, Laos, Kambodscha, Thailand                             | vielleicht zu Aglaonema simplex |
| Aglaonema tricolor R.N.Jervis                    | Philippinen                                                                         |                                 |
| Aglaonema vittatum Ridl. ex Engl.                | Ost-Sumatra, Lingga-Inseln                                                          |                                 |

## Bilder
Aglaonema nitidum:

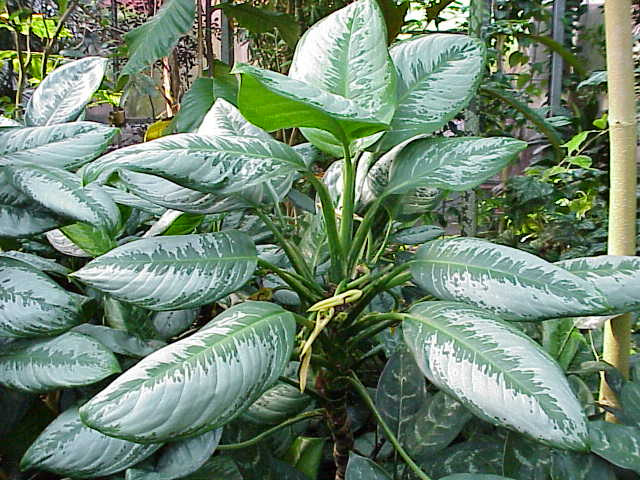
Habitus
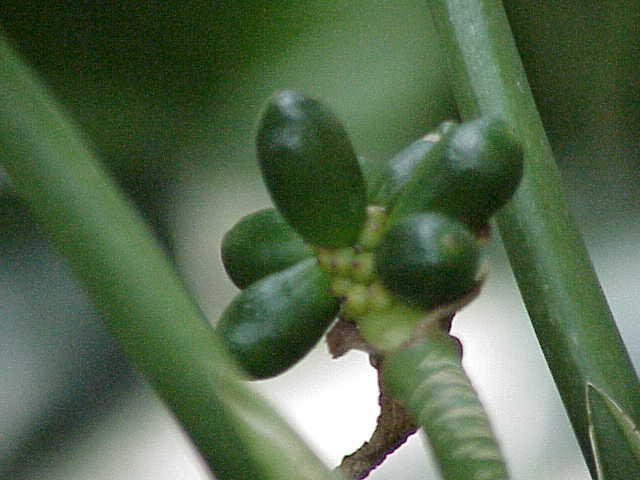
Früchte
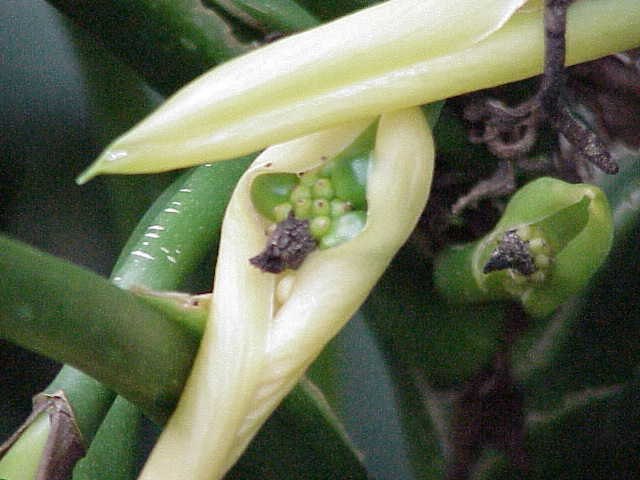
Blütenkolben mit weißer Spatha